# Hamlet (Liszt)

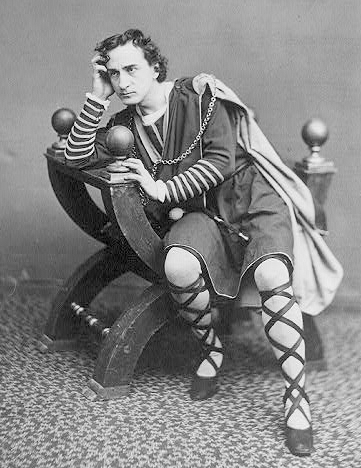
Este poema sinfónico es un profundo retrato psicológico del personaje de Hamlet, de William Shakespeare.

Hamlet S.104 es un poema sinfónico compuesto por Franz Liszt entre 1849 y 1854. Es el número 10 de su ciclo de trece Poemas sinfónicos escritos durante su periodo en Weimar.
Es un profundo retrato psicológico del héroe homónimo de William Shakespeare, Hamlet. Liszt compuso una versión inicial, destinada a introducir una pieza teatral en 1858.

## Estructura
La apertura tiene instrucciones de Liszt: muy lento y melancólico. Entran los instrumentos de viento-madera, a continuación, los tambores y más tarde las cuerdas. Alterna momentos de tranquilidad con momentos atormentados: los primeros eran para el compositor evocaciones de Ofelia. La famosa pregunta de «ser o no ser» no es resuelta: Liszt utiliza un pizzicato de cuerdas que termina de repente.
La obra se estrenó en Sondershausen el 2 de julio de 1876, bajo la dirección de Max Erdmannsdorf. El tiempo de ejecución es de alrededor de 14 minutos.